# فرودگاه بوکاندا
فرودگاه بوکاندا (به انگلیسی: Bocanda Airport) یک فرودگاه است . این فرودگاه در کشور ساحل عاج قرار دارد .